# Lene Nystrøm
Lene Nystrøm Rasted (ur. 2 października 1973 w Tønsbergu) – norweska piosenkarka muzyki pop-dance, wokalistka zespołu Aqua.
Karierę muzyczną rozpoczęła w 1994, przyłączając się do zespołu Aqua, w którym była wokalistką. Dwa lata później zespół podpisał kontrakt z Universal Denmark, a dzięki utworom Roses Are Red czy My Oh My stał się bardzo popularny w swoim kraju i rozpoczął karierę międzynarodową. Razem z grupą wydała dwa albumy: debiutancki Aquarium w 1997 oraz Aquarius w 2000.
W 2001 rozstała się z zespołem i w konsekwencji grupa została rozwiązana. 25 sierpnia 2001 wyszła za mąż za Sørena Rasteda, duńskiego gitarzystę i autora tekstów, z którym współpracowała w zespole Aqua. Dwa lata później wydała swój pierwszy solowy album Play with Me. Nie został on przyjęty entuzjastycznie przez skandynawskich słuchaczy, zajął 74. miejsce na norweskiej liście przebojów.
Po reaktywacji zespołu Aqua w 2007 ponownie została jego wokalistką.

## Dyskografia
Albumy solowe
| Tytuł        | Dane dot. albumu                           | Pozycja na liście |
| Tytuł        | Dane dot. albumu                           | DNK               |
| ------------ | ------------------------------------------ | ----------------- |
| Play with Me | - Data: 2 grudnia 2003 - Wydawca: Polygram | 30                |

## Filmografia
| Tytuł                                  | Rok  | Rola         | Uwagi                                          |
| -------------------------------------- | ---- | ------------ | ---------------------------------------------- |
| Svik                                   | 2009 | Eva Karlsen  | film fabularny, reżyseria: Häkon Gundersen     |
| Varg Veum – Skriften på veggen         | 2010 | Karin Bjørge | film fabularny, reżyseria: Stefan Faldbakken   |
| Varg Veum – Svarte får                 | 2011 | Karin Bjørge | film fabularny, reżyseria: Stephan Apelgren    |
| Varg Veum – Dødens drabanter           | 2011 | Karin Bjørge | film fabularny, reżyseria: Stephan Apelgren    |
| Klassefesten                           | 2011 | Eva          | film fabularny, reżyseria: Niels Nørløv Hansen |
| Varg Veum – I mørket er alle ulver grå | 2011 | Karin Bjørge | film fabularny, reżyseria: Alexander Eik       |
| Varg Veum – Kalde Hjerter              | 2012 | Karin Bjørge | film fabularny, reżyseria: Trond Espen Seim    |
| Varg Veum – De døde har det godt       | 2012 | Karin Bjørge | film fabularny, reżyseria: Erik Richter Strand |